# Chi phí khả biến
Chi phí khả biến (trong kinh tế học vi mô) hay Biến phí (trong kế toán quản trị) là thứ chi phí mà tỷ lệ của nó trong tổng chi phí sản xuất ra một sản phẩm sẽ thay đổi khi sản lượng thay đổi. Chi phí khả biến cùng với chi phí cố định tạo thành tổng chi phí.
Ví dụ, một hãng thuê mướn lao động để sản xuất một mặt hàng nào đó. Nếu vì lý do nhất định, hãng phải thu hẹp sản xuất (giảm sản lượng) và giãn thợ, thì chi phí về lao động trong tổng chi phí sản xuất một sản phẩm sẽ giảm đi. Ngược lại, khi hãng mở rộng sản xuất (tăng sản lượng) và thuê thêm lao động, chi phí về lao động trong tổng chi phí sản xuất một sản phẩm sẽ tăng lên.